# Lerchenhof (Bindlach)
Lerchenhof ist ein Wohnplatz der Gemeinde Bindlach im oberfränkischen Landkreis Bayreuth in Bayern.
Die Einöde besteht aus zwei Wohngebäuden mit eigener Nummerierung und mehreren Nebengebäuden. Sie liegt südlich der Haselleite an der Kreisstraße BT 14, die nach Theta (0,8 km südwestlich) bzw. nach Haselhof verläuft (0,5 km östlich). Lerchenhof wurde nach 1990 in der Gemarkung Euben gegründet.